# إيرني جونسون جونيور
إيرني جونسون جونيور (بالإنجليزية: Ernie Johnson, Jr.)‏ هو معلق رياضي أمريكي، ولد في 7 أغسطس 1956 في ميلواكي في الولايات المتحدة.

## وصلات خارجية
- الموقع الرسمي
- إيرني جونسون جونيور على موقع IMDb (الإنجليزية)